# Oenopota althorpi
Oenopota althorpi är en snäckart som först beskrevs av Dall 1919.  Oenopota althorpi ingår i släktet Oenopota och familjen kägelsnäckor. Inga underarter finns listade i Catalogue of Life.